# Монастир Успіння Пресвятої Богородиці (Чайниче)
Монастир Успіння Пресвятої Богородиці (серб. Манастир Успења Пресвете Богородице) — монастир Сербської православної церкви у місті Чайниче, Боснія і Герцеговина. Стара монастирська церква датується XIV ст.

## Галерея

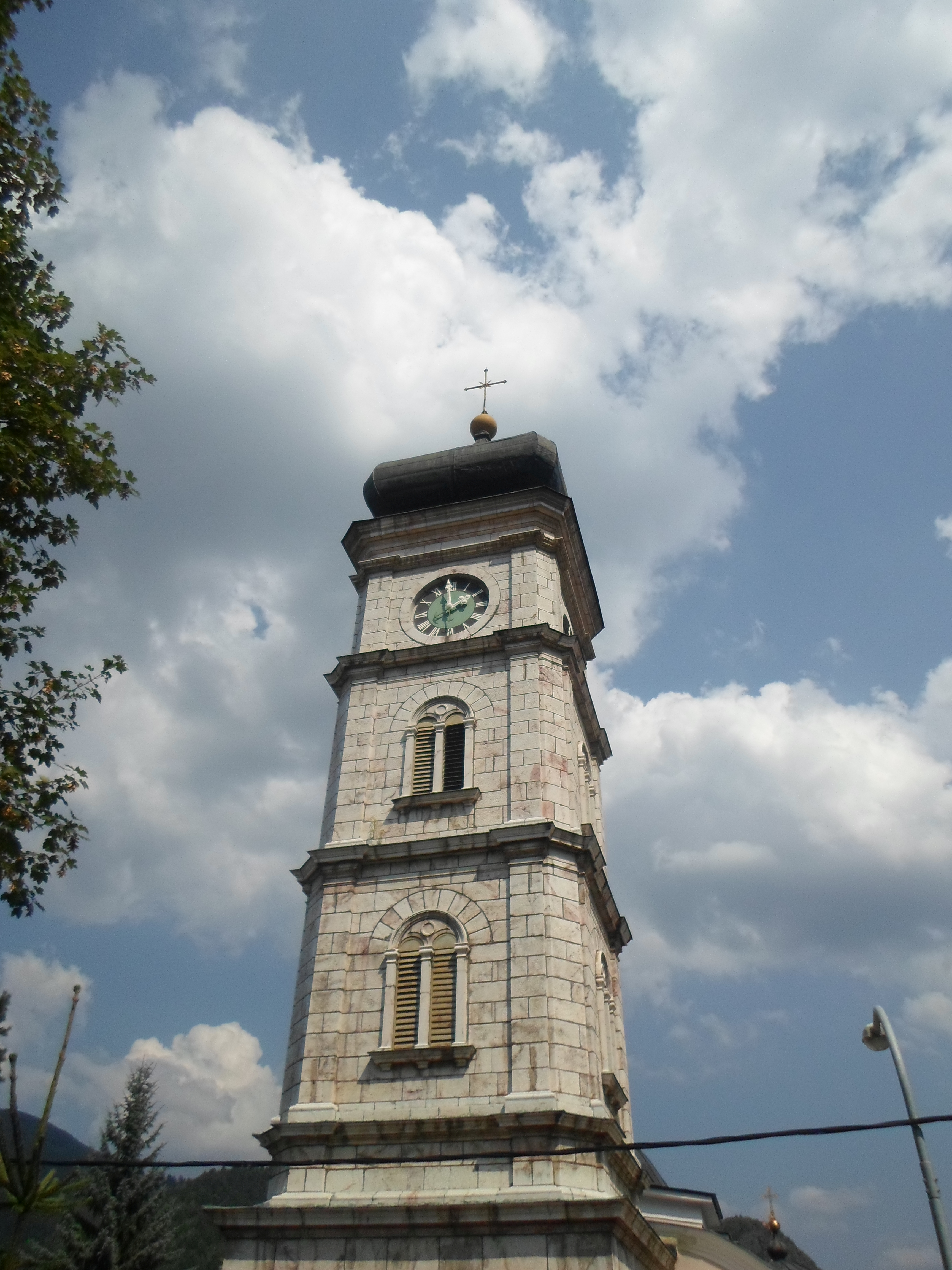
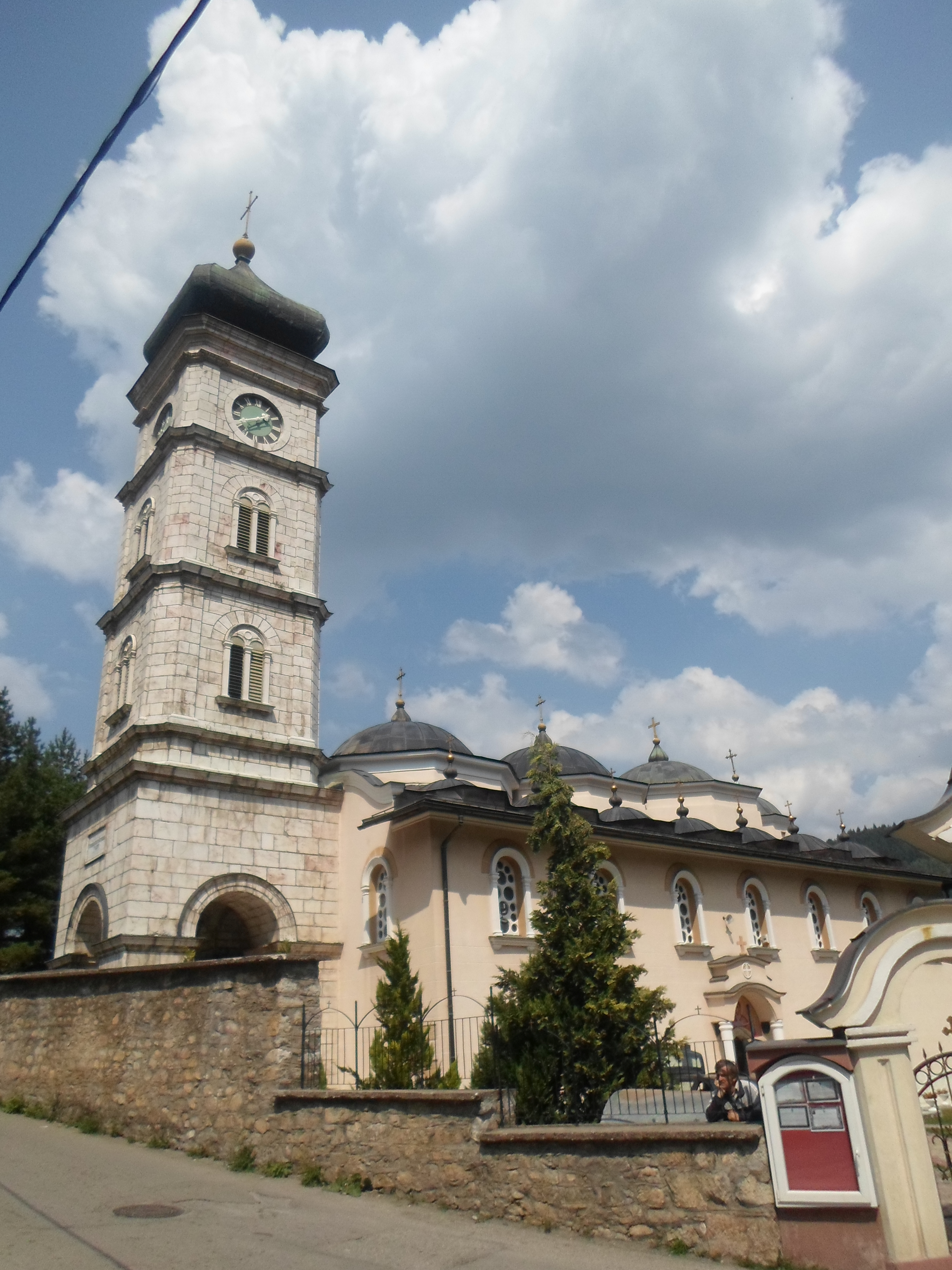
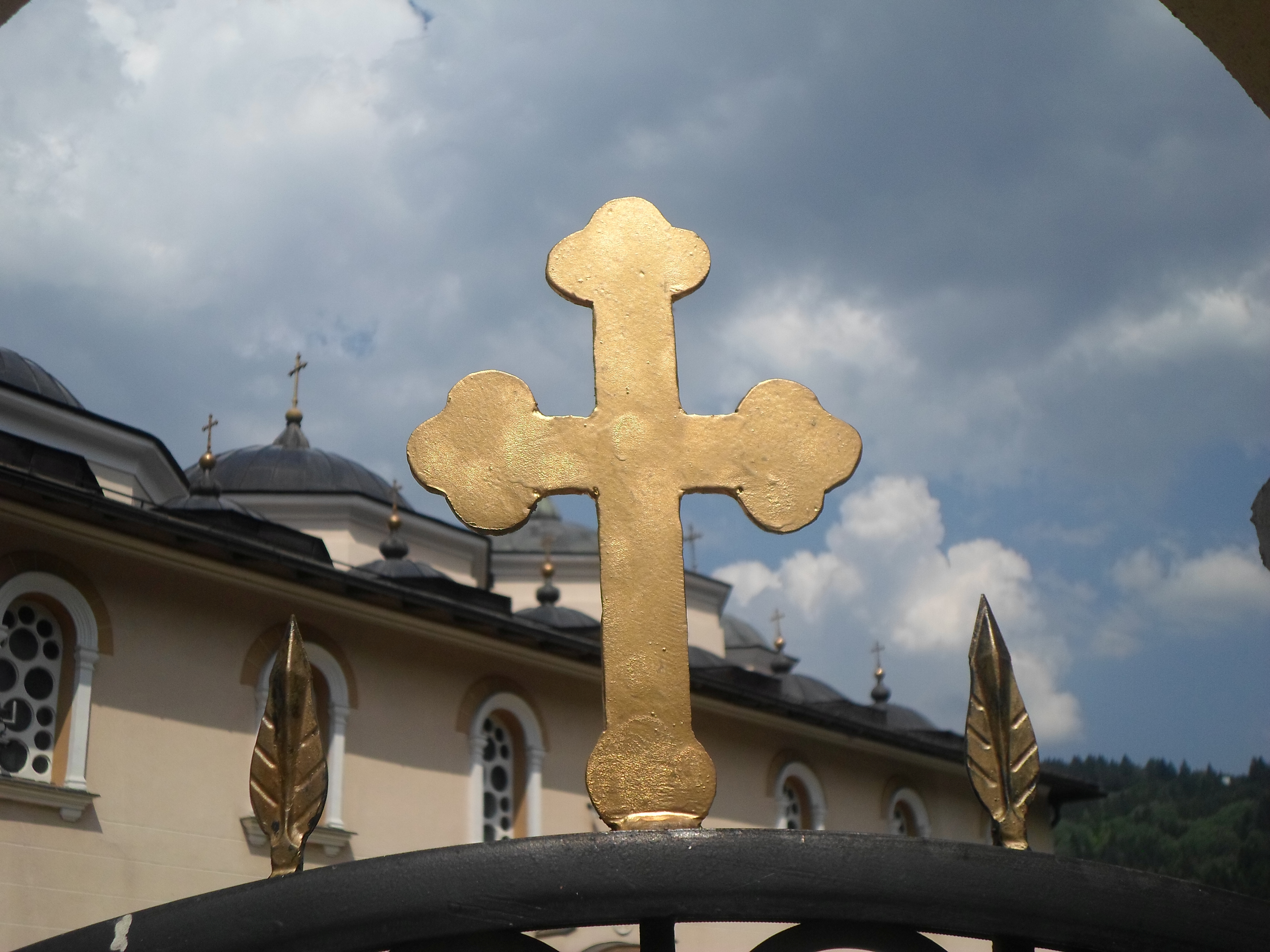
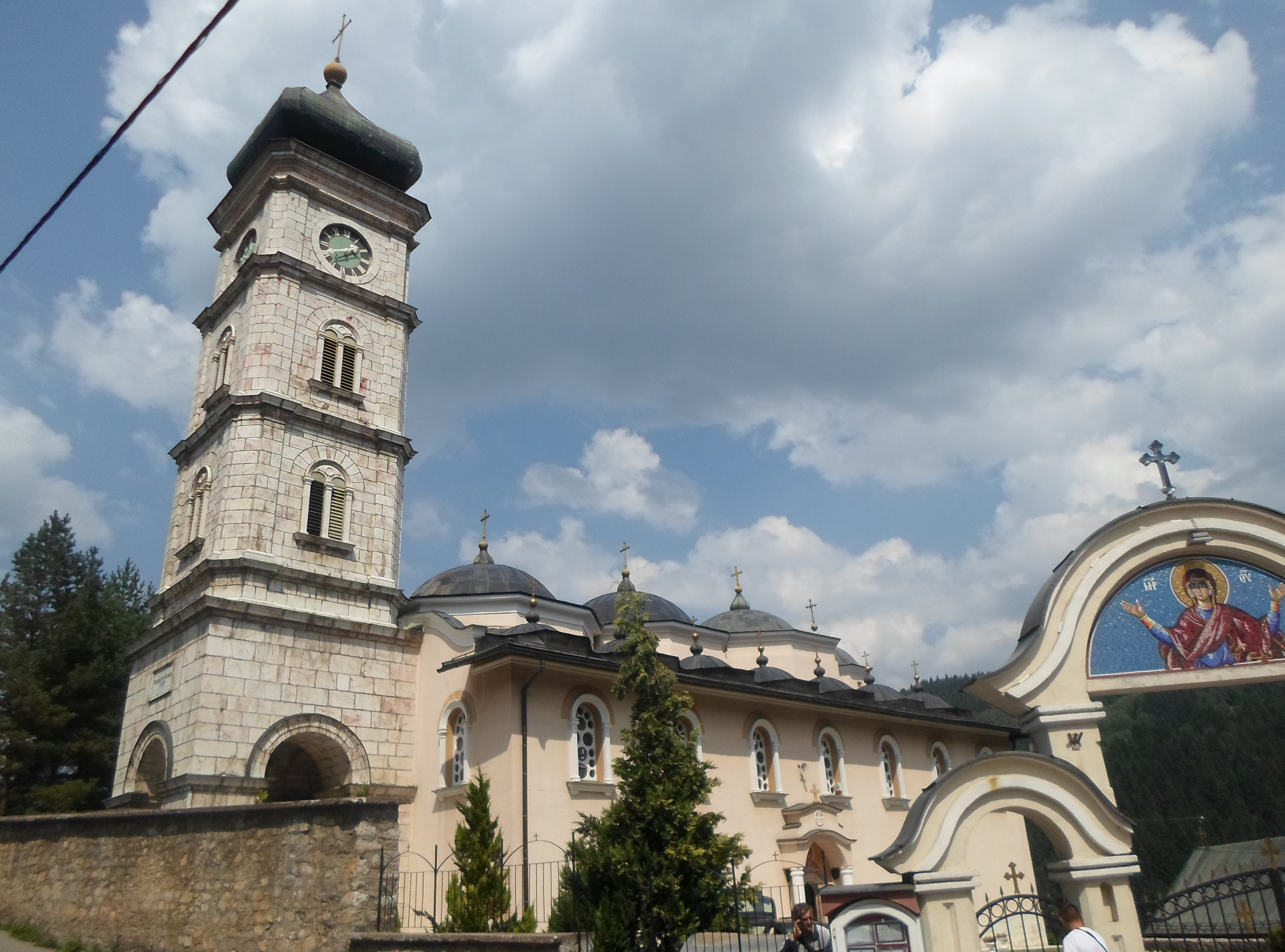
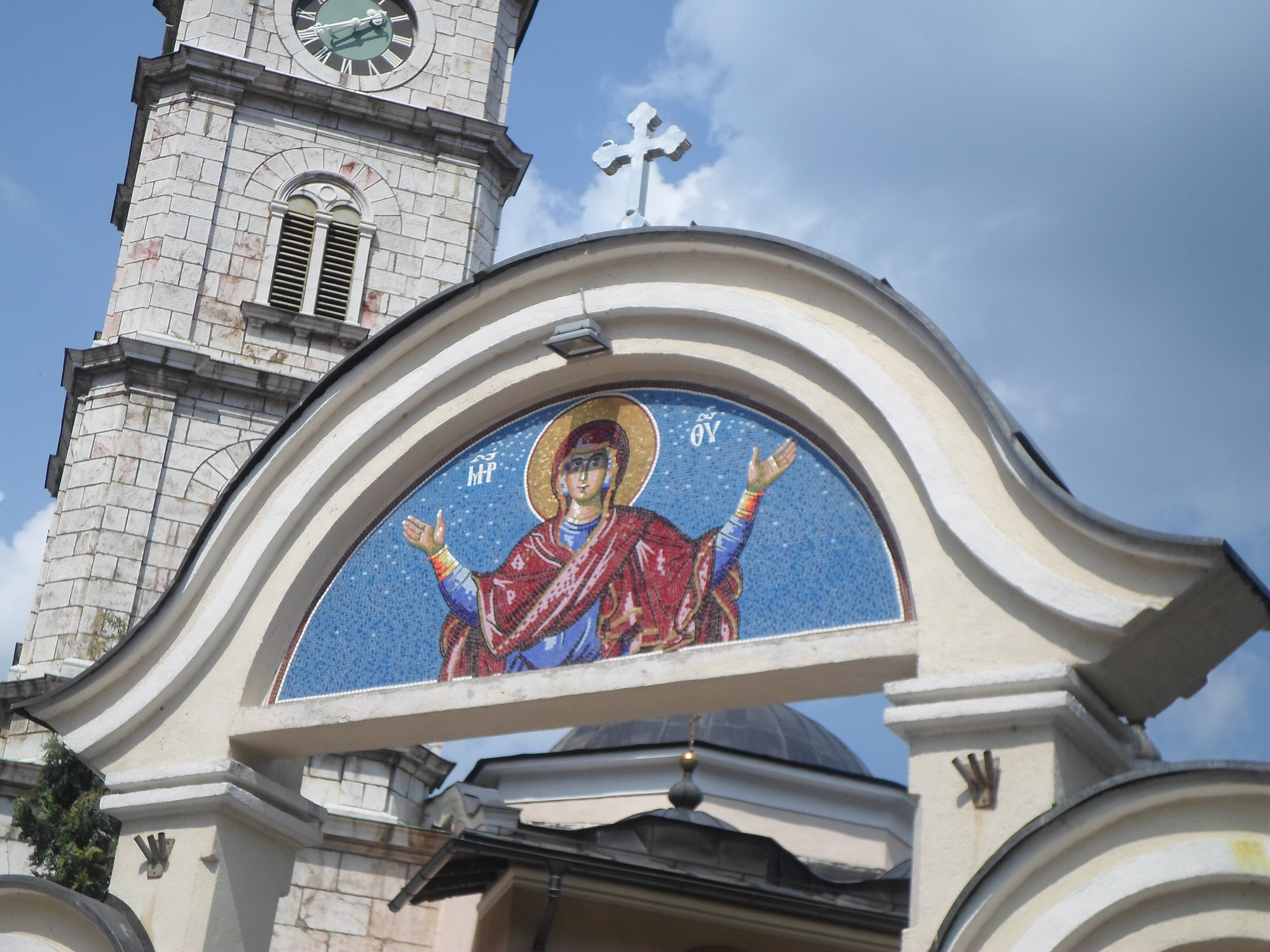
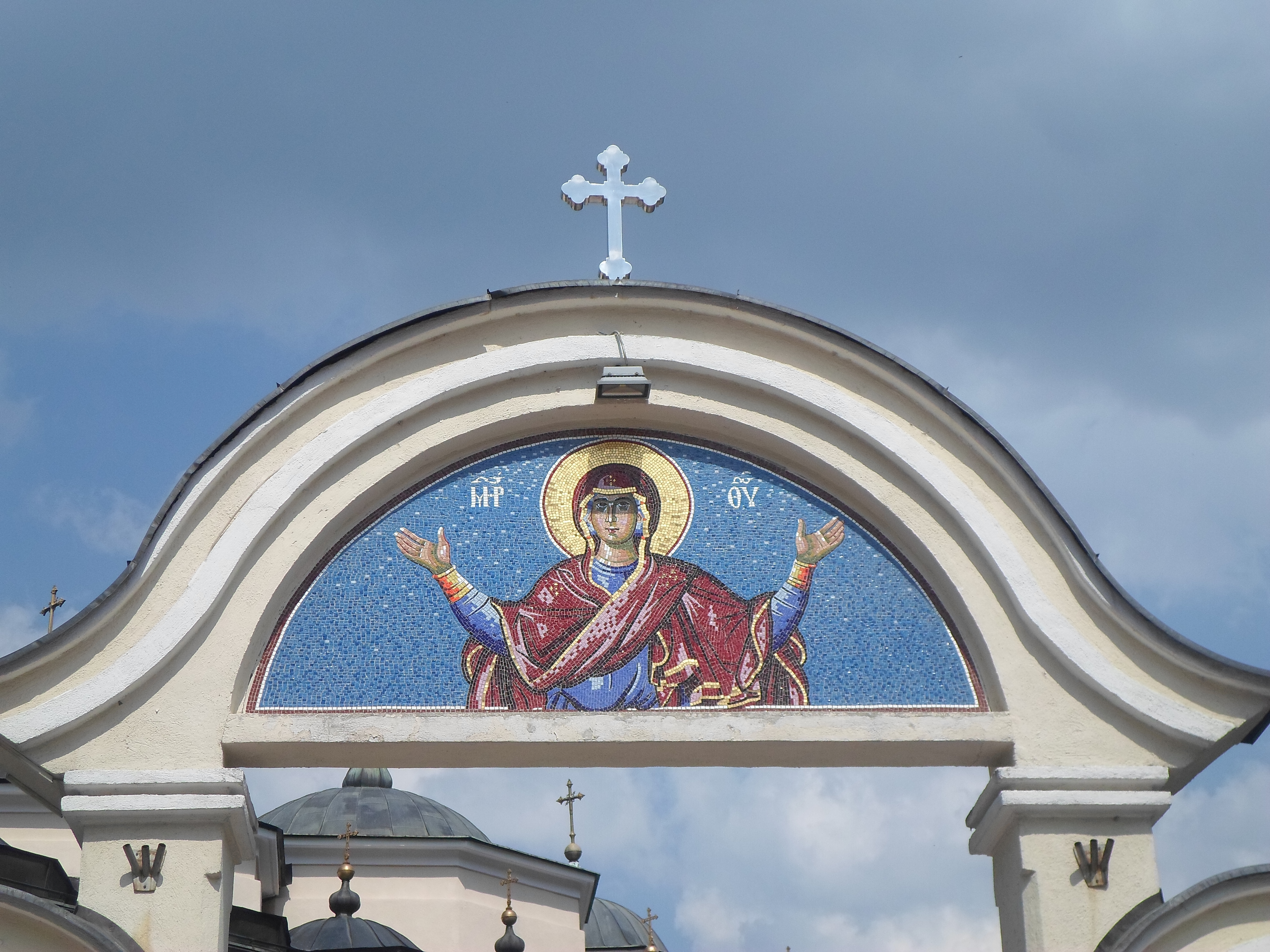
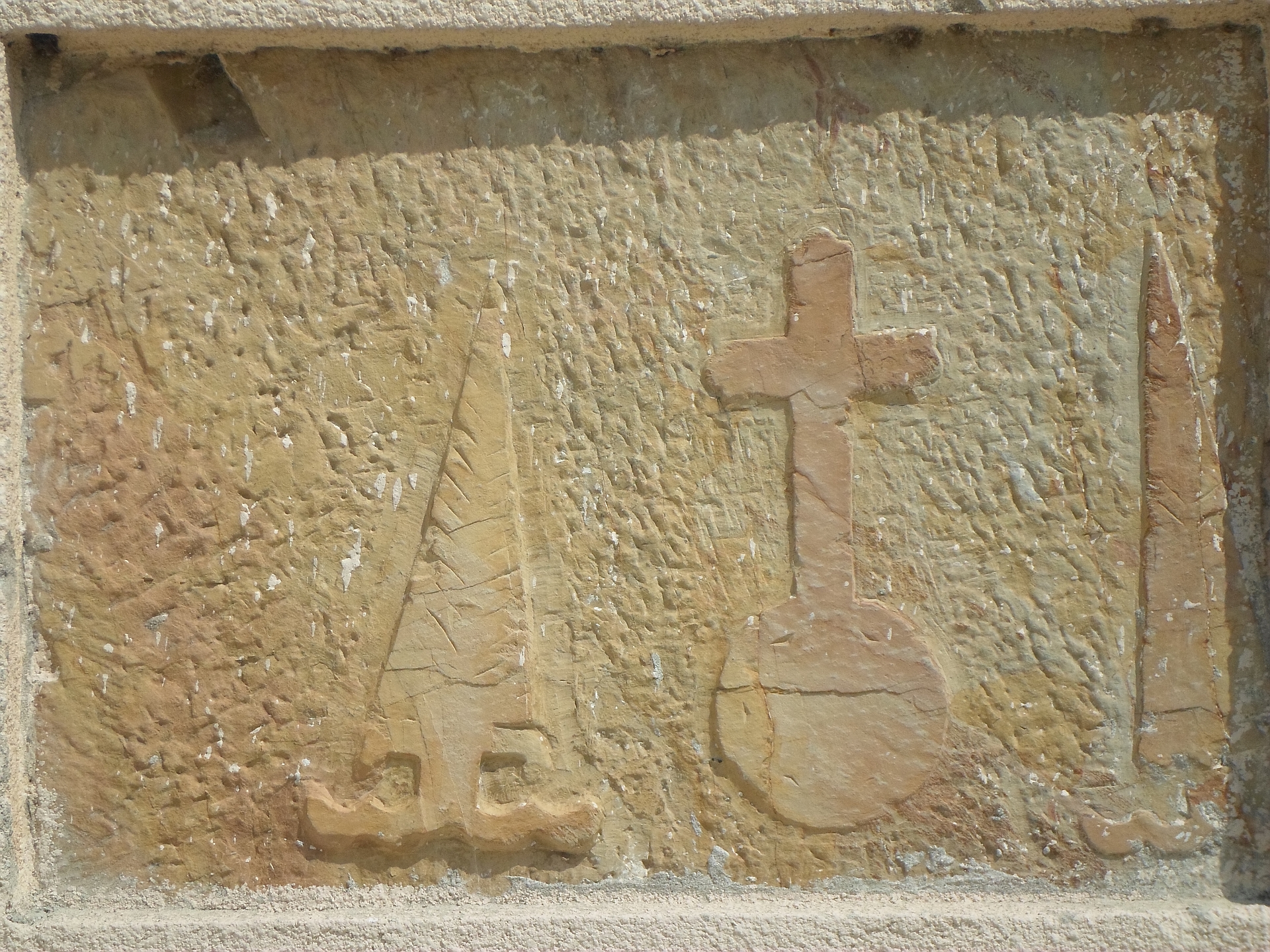
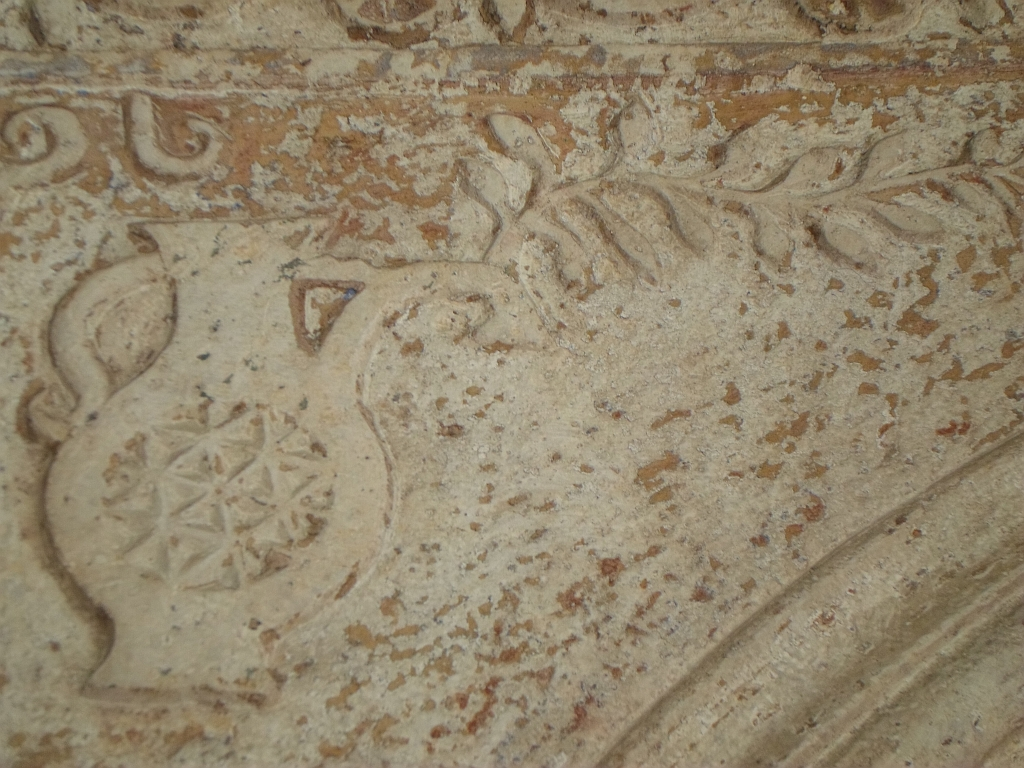
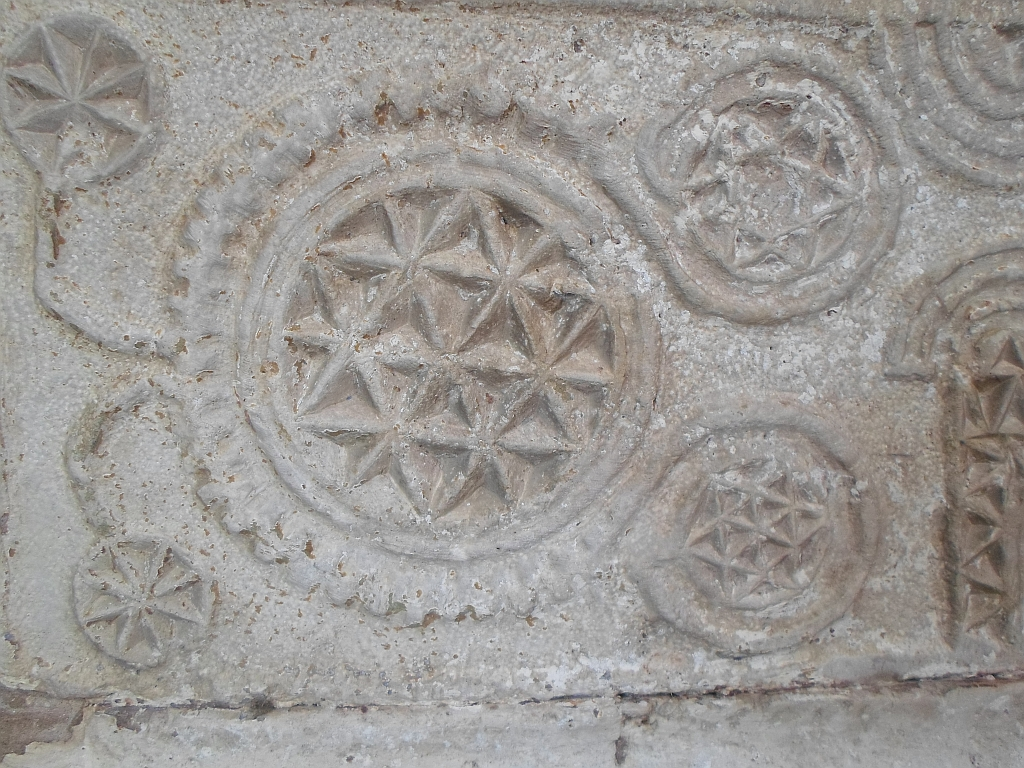
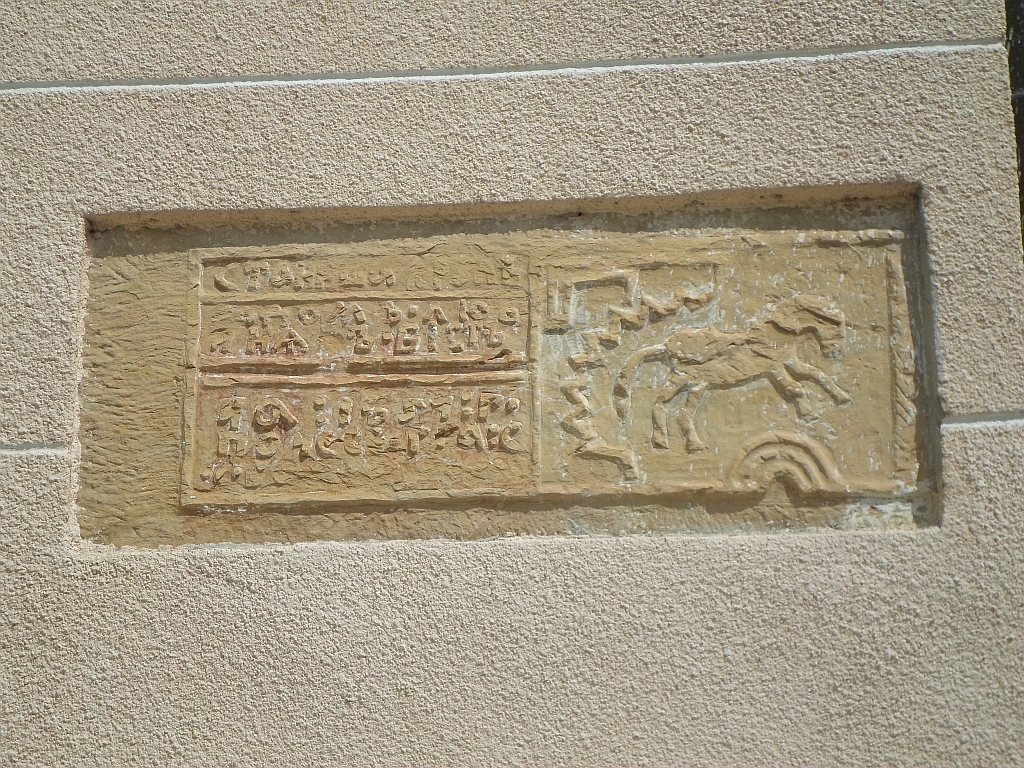
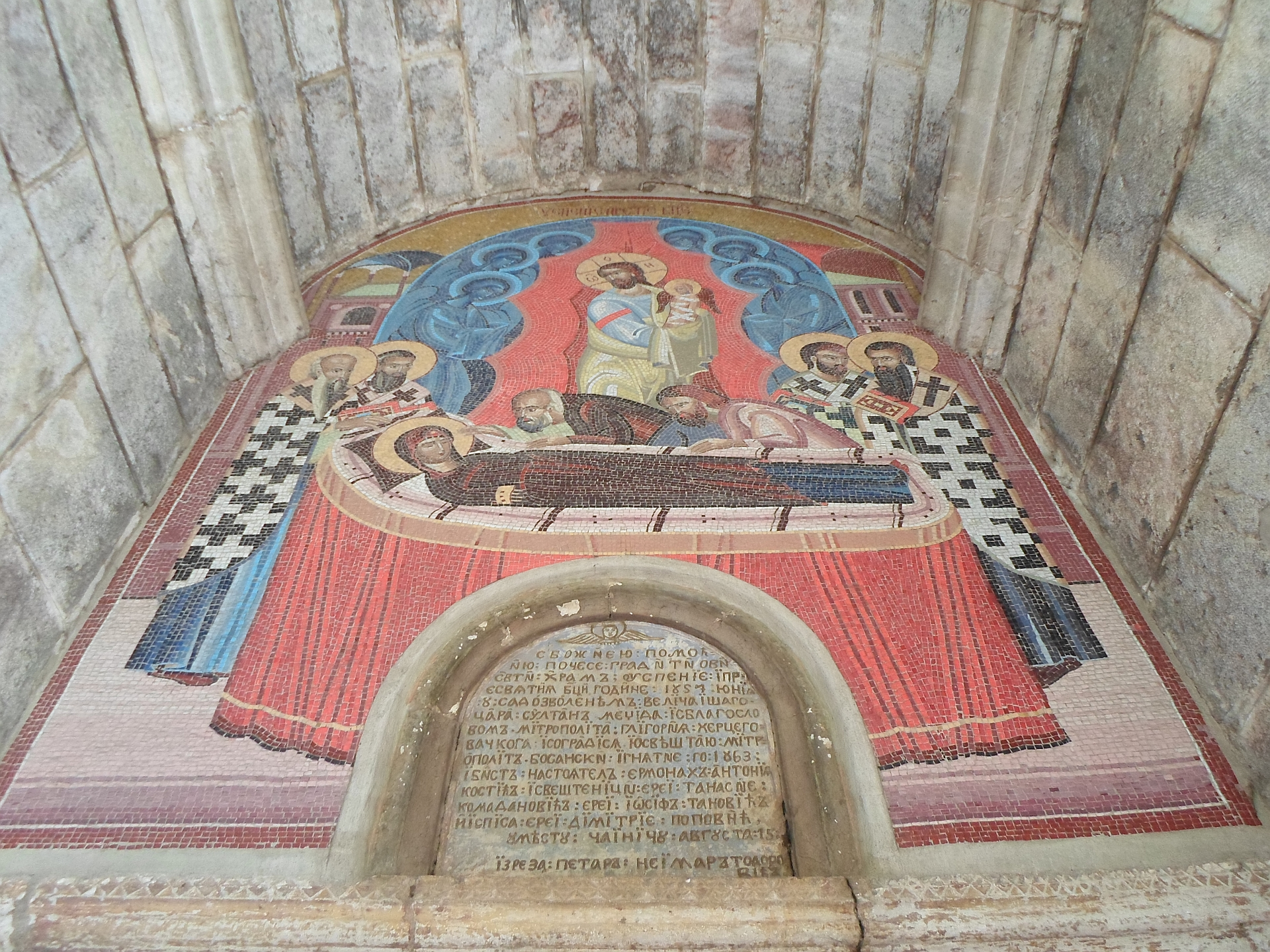
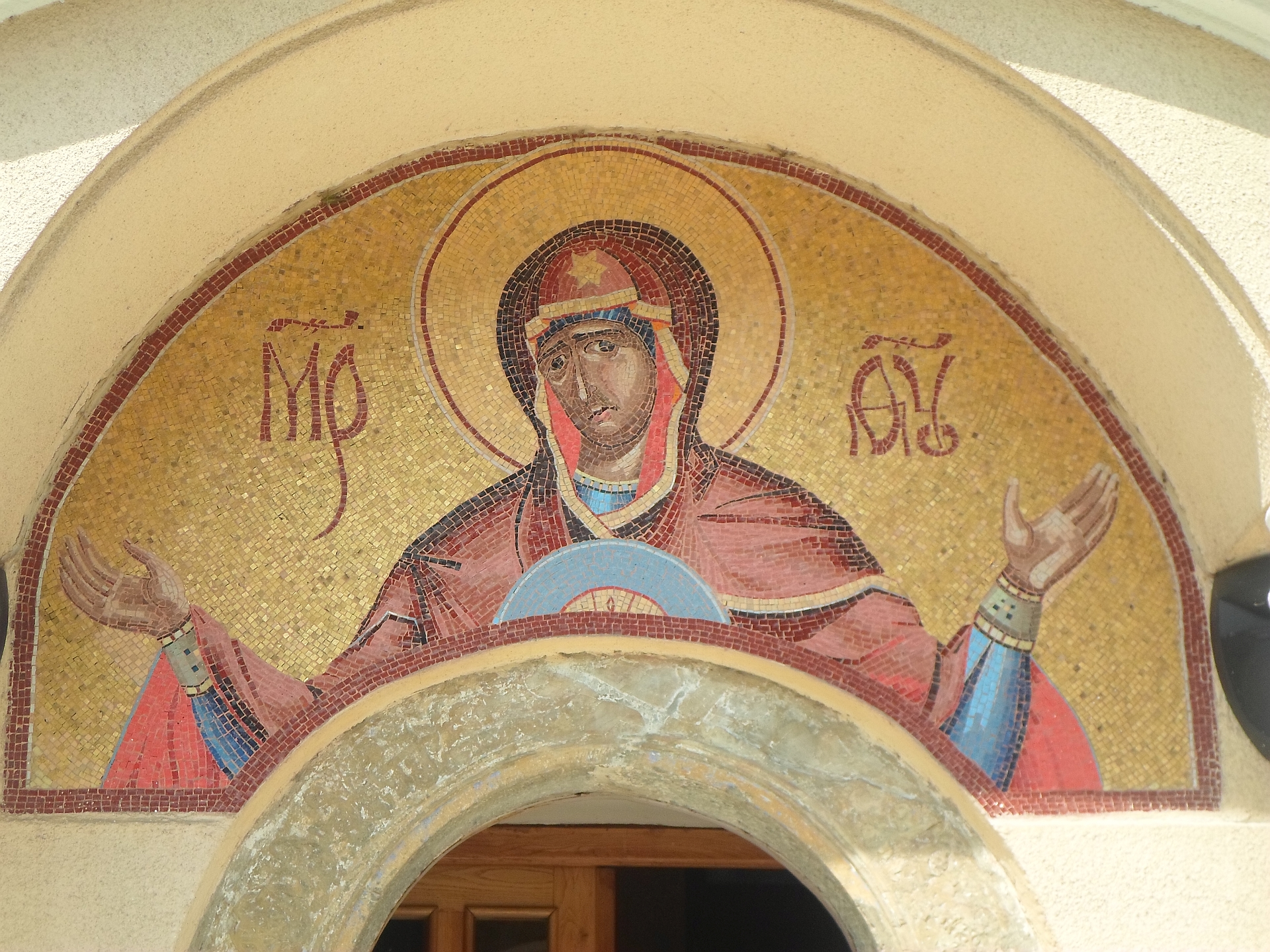
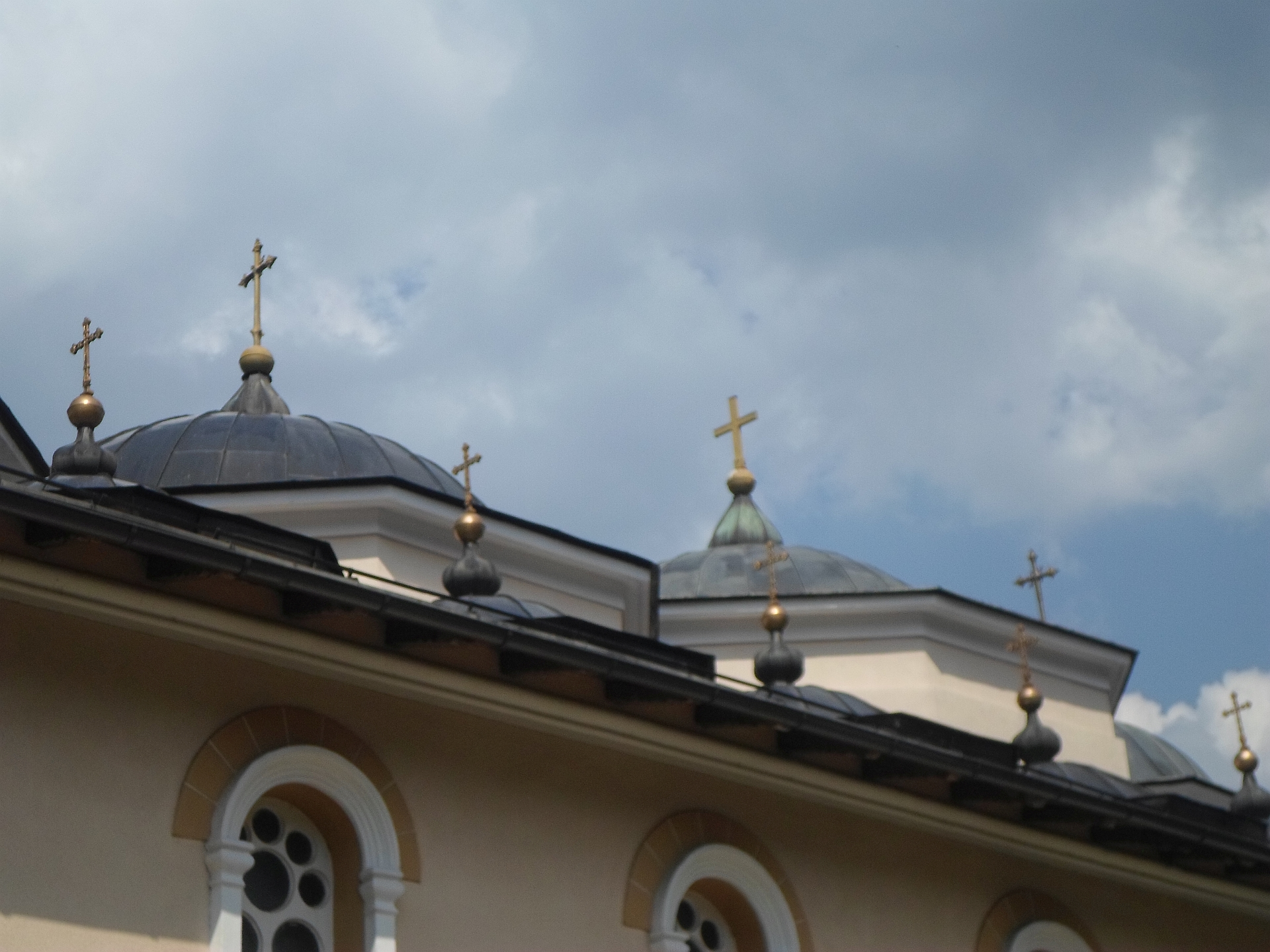
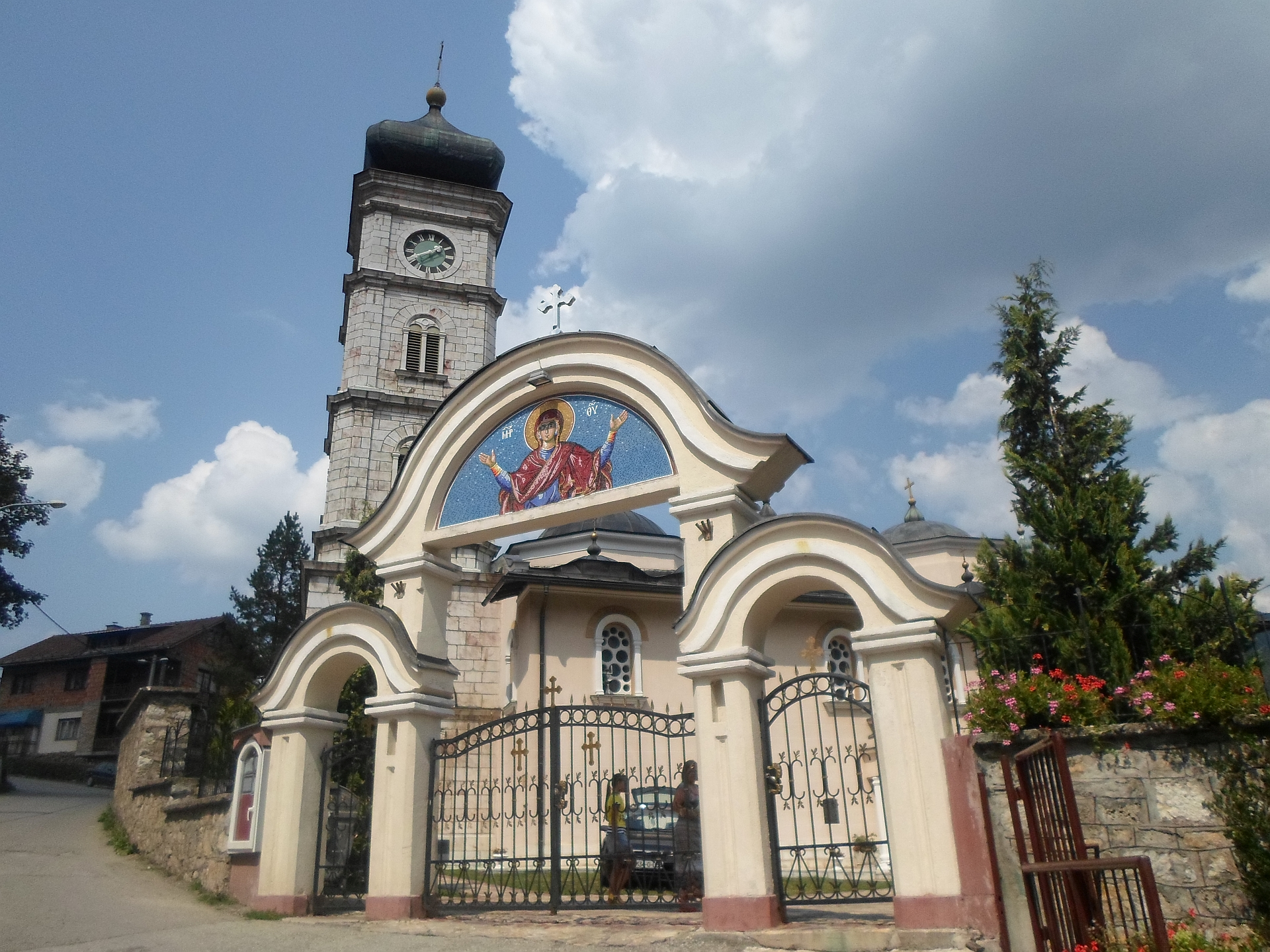
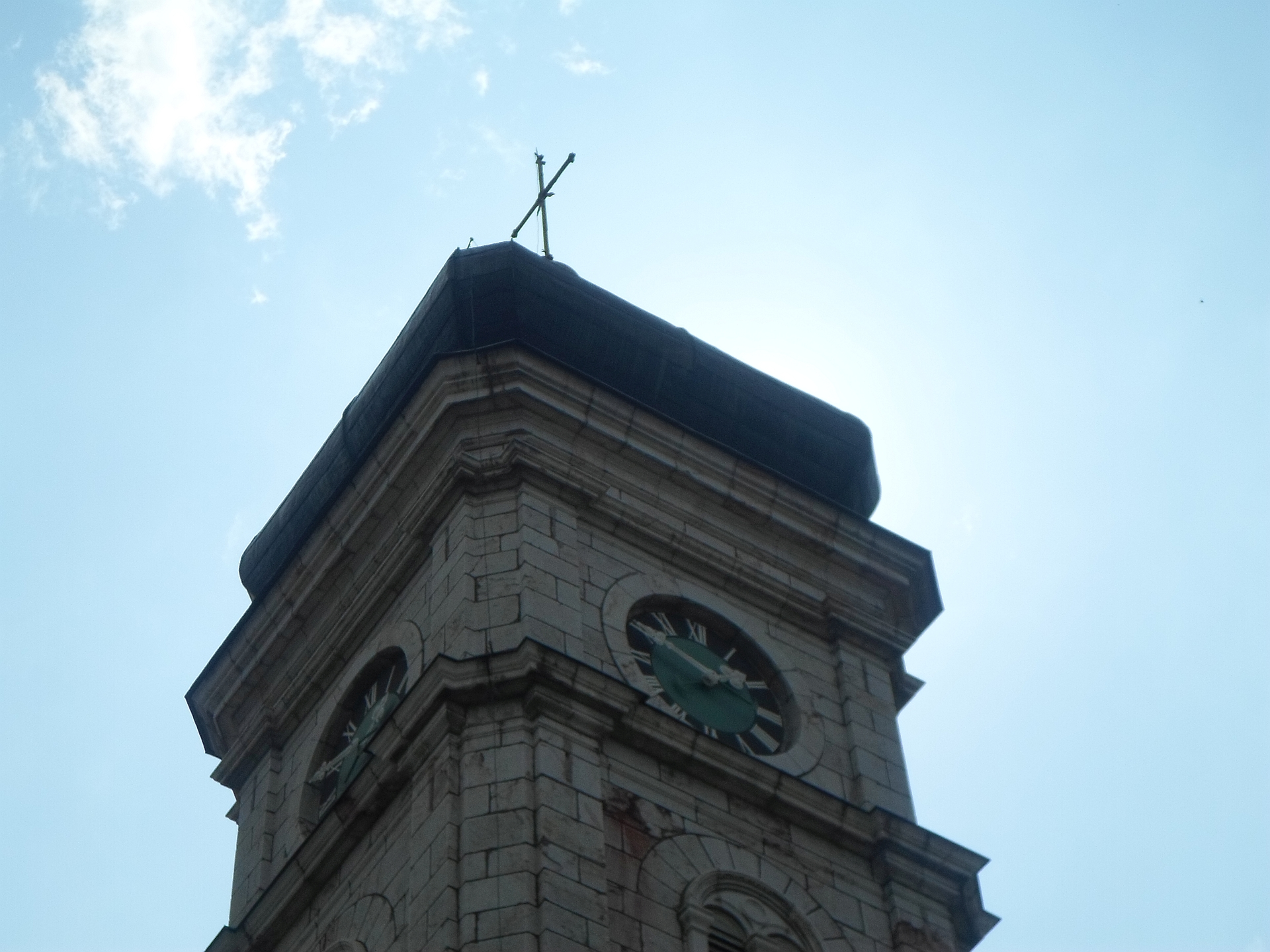
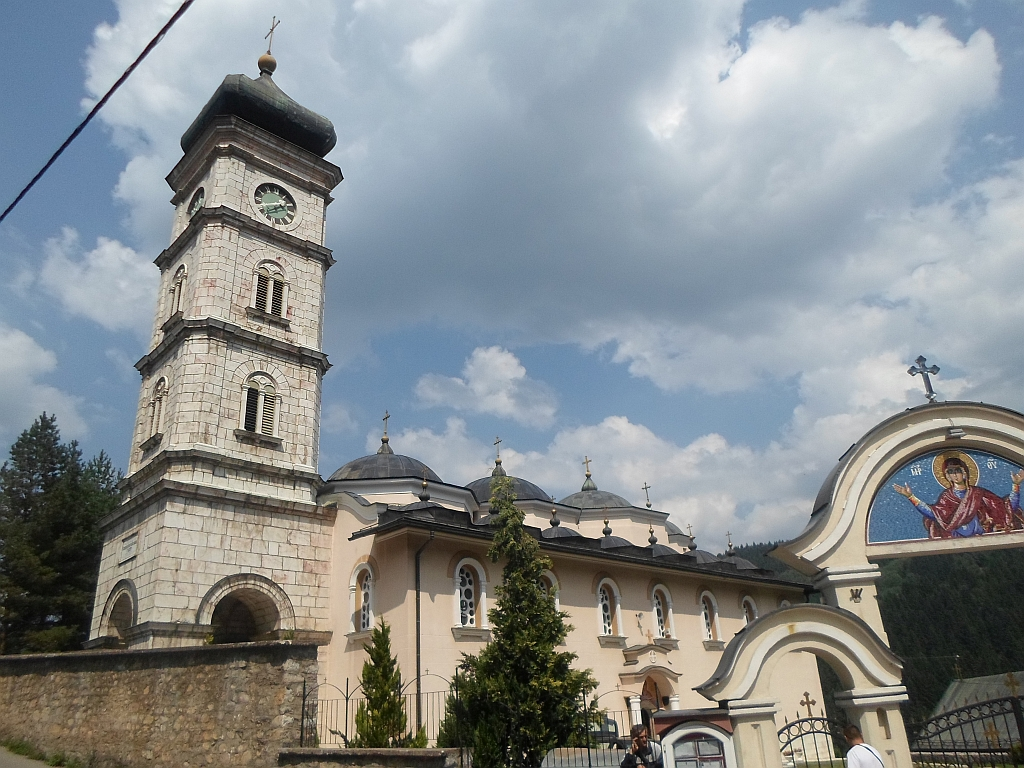
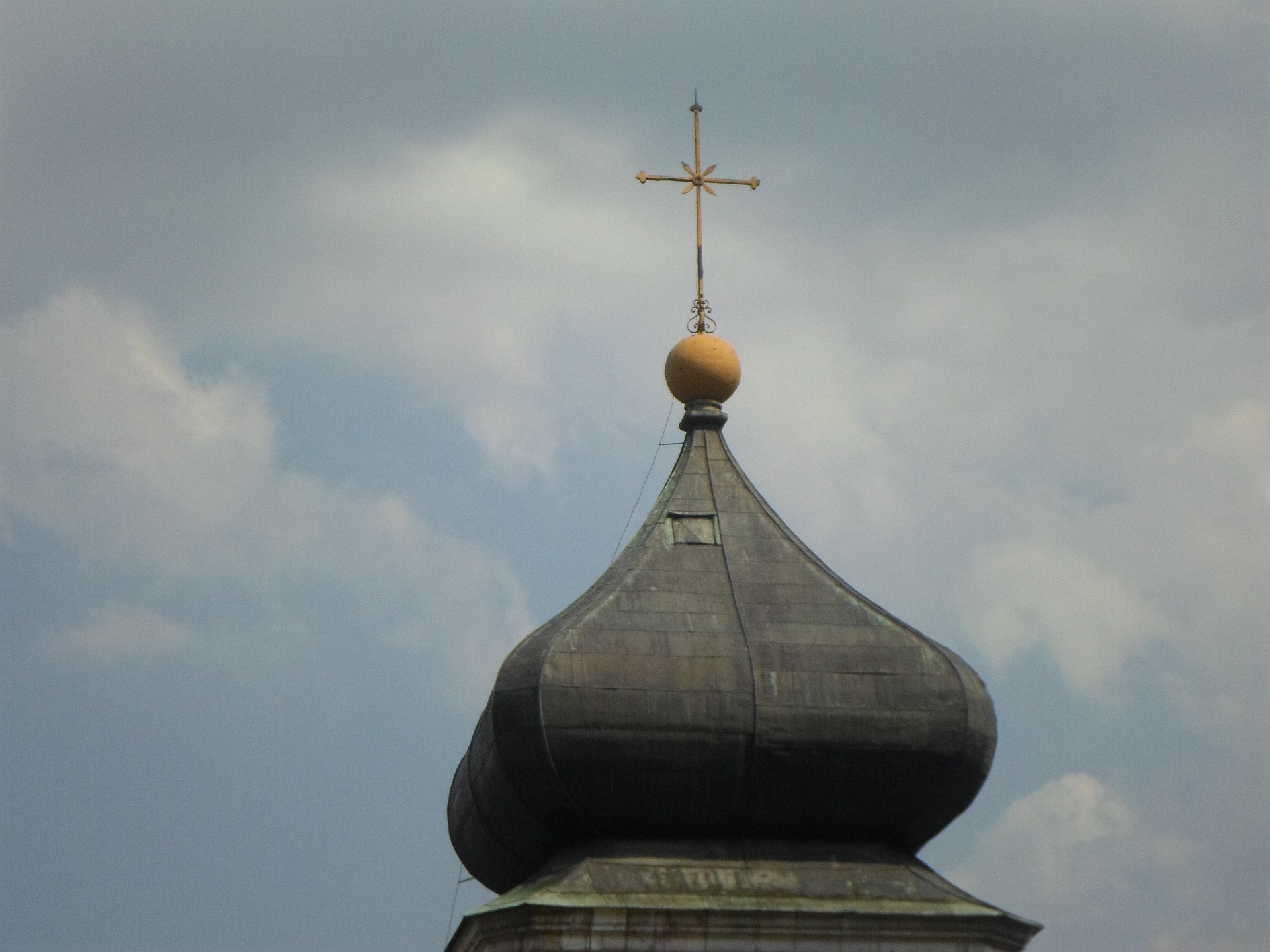
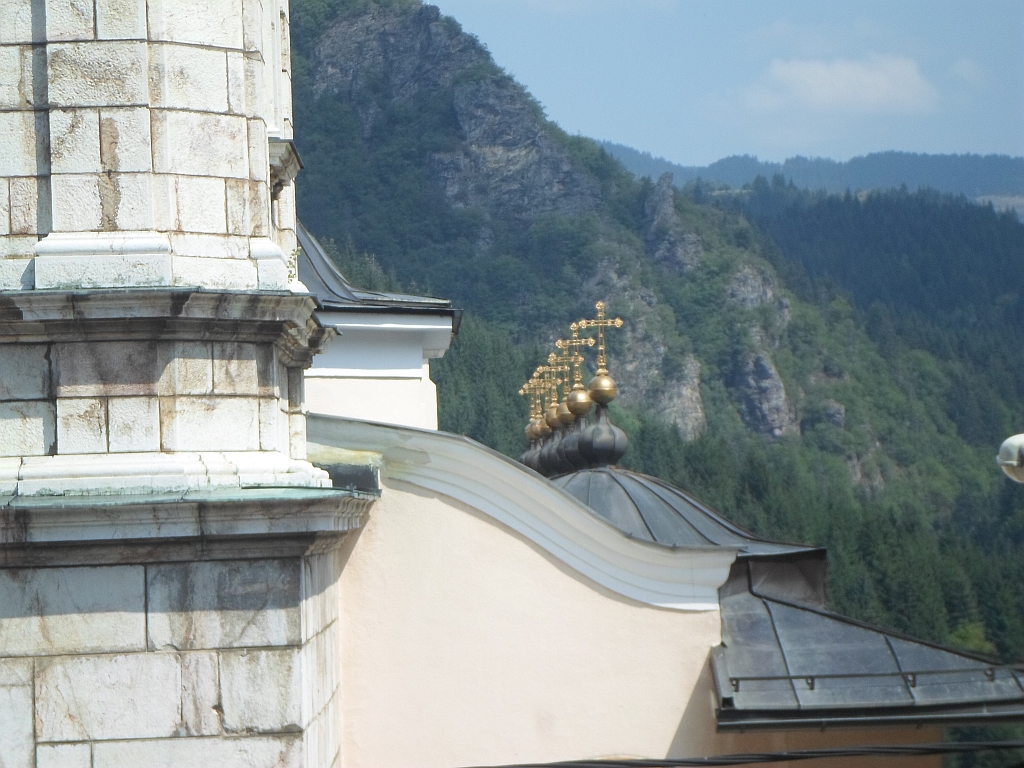